# Antithamnionella spirographidis
Antithamnionella spirographidis is een roodwier uit de klasse Florideophyceae. De wetenschappelijke naam van de soort werd in 1845 voor het eerst geldig gepubliceerd door J.D. Hooker & W.H. Harvey.

## Kenmerken
Antithamnionella spirographidis heeft een helderrode of bloedrode kleur en wordt 1 tot 2 cm hoog. Deze soort lijkt veel op de eveneens niet-inheemse soort drietakkig rooddonswier (A. ternifolia).

## Verspreiding en leefgebied
Antithamnionella spirographidis komt wijdverbreid voor langs de Europese kusten, de noordelijke Stille Oceaan en Australië. In Nederland werd deze exoot in 1974 voor het eerst waargenomen in het Deltagebied. Het duurde tot 2009 voordat de soort ook in de Waddenzee werd gevonden.